# Браунсвил (Тенеси)
Браунсвил (енгл. Brownsville) град је у америчкој савезној држави Тенеси.

## Демографија
По попису из 2010. године број становника је 10.292, што је 456 (-4,2%) становника мање него 2000. године.
| Група             | 2000.         | 2010.         |
| Белци             | 3.799 (35,3%) | 3.056 (29,7%) |
| Афроамериканци    | 6.526 (60,7%) | 6.654 (64,7%) |
| Азијати           | 11 (0,1%)     | 11 (0,1%)     |
| Хиспаноамериканци | 388 (3,6%)    | 481 (4,7%)    |
| Укупно            | 10.748        | 10.292        |